# Lorey (Meurthe i Mozela)
Lorey – miejscowość i gmina we Francji, w regionie Grand Est, w departamencie Meurthe i Mozela.
Według danych na rok 1990 gminę zamieszkiwało 70 osób, a gęstość zaludnienia wynosiła 14 osób/km² (wśród 2335 gmin Lotaryngii Lorey plasuje się na 975. miejscu pod względem liczby ludności, natomiast pod względem powierzchni na miejscu 1011.).

## Populacja

Populacja Lorey w latach 1962–2008